# Constance (Allemagne)
Pour les articles homonymes, voir Constance.
Constance (en allemand : Konstanz ; en alémanique : Koschtez ou Choschtez) est une ville d'Allemagne, située dans le sud du Land de Bade-Wurtemberg. 
Il s'agit de la plus grande ville au bord du lac de Constance. Elle est également le chef-lieu de l'arrondissement de Constance (Landkreises Konstanz). Son centre historique est enclavé sur la rive méridionale du lac de Constance (ou Bodensee).

## Géographie

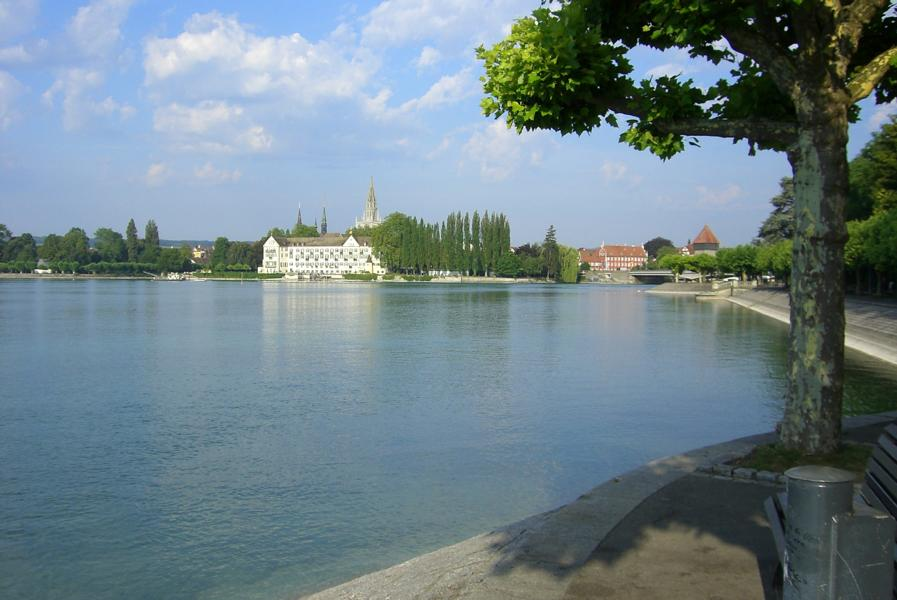
Vue de la promenade du lac (Seestraße) vers l'hôtel de l'île (Inselhotel).

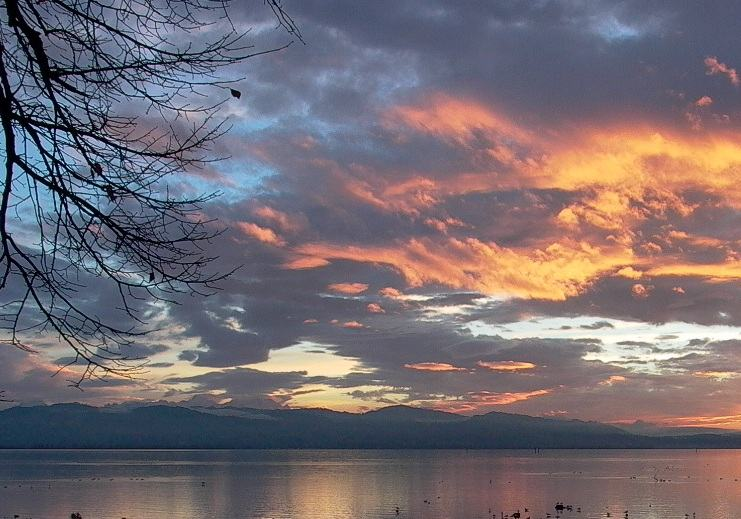
Scène du lac de Constance.

La ville est située sur la rive occidentale de l'Obersee (partie supérieure du lac de Constance) et du Seerhein (« Rhin du lac », c'est-à-dire la portion du fleuve faisant la liaison entre Obersee et Untersee, la partie inférieure du lac).
Le climat est modéré par la présence du lac ce qui permet de cultiver la vigne (vins blancs).
Au sud de la ville passe la frontière entre l'Allemagne et la Suisse qui franchit le milieu des rues et des maisons. La ville voisine suisse de Kreuzlingen, située dans le canton de Thurgovie, s'est d’ailleurs développée parallèlement à Constance.
Sur la rive sud du Seerhein, se trouvent le centre historique et le quartier Paradies (ancien quartier des cloîtres de moniales), et connu pour avoir abrité durant le Concile le quartier des prostituées et des bordels, et sur la rive nord, se trouvent les anciennes communes qui ont été progressivement rattachées à la ville (Allmannsdorf (de), Wollmatingen (de), Litzelstetten (de), Dingelsdorf (de), Dettingen-Wallhausen (de)).

## Histoire
| Appartenances historiques Principauté épiscopale de Constance 1155-1192 Saint-Empire (Ville libre) 1192-1548 Archiduché d'Autriche 1548–1806 Grand-duché de Bade 1806–1918 Empire allemand 1871–1918 République de Weimar 1918–1933 Reich allemand 1933–1945 Allemagne occupée 1945–1949 Allemagne de l'Ouest 1949–1990 Allemagne 1990–présent |

Fondée par les Romains au IVe siècle, et tenant son nom de l'empereur Constance Chlore, elle était importante au Moyen Âge (on y comptait 40 000 habitants). Constance fut à la fin du VIe siècle le siège d'un évêché (diocèse de Constance), l'église faisait partie de province ecclésiastique de Mayence. La ville était le siège d'un archidiaconat. Elle fut ville impériale et eut un évêché souverain, lequel fut sécularisé en 1802.
Frédéric Barberousse y signa en 1183 la paix de Constance, qui reconnaissait l'indépendance des villes lombardes. 

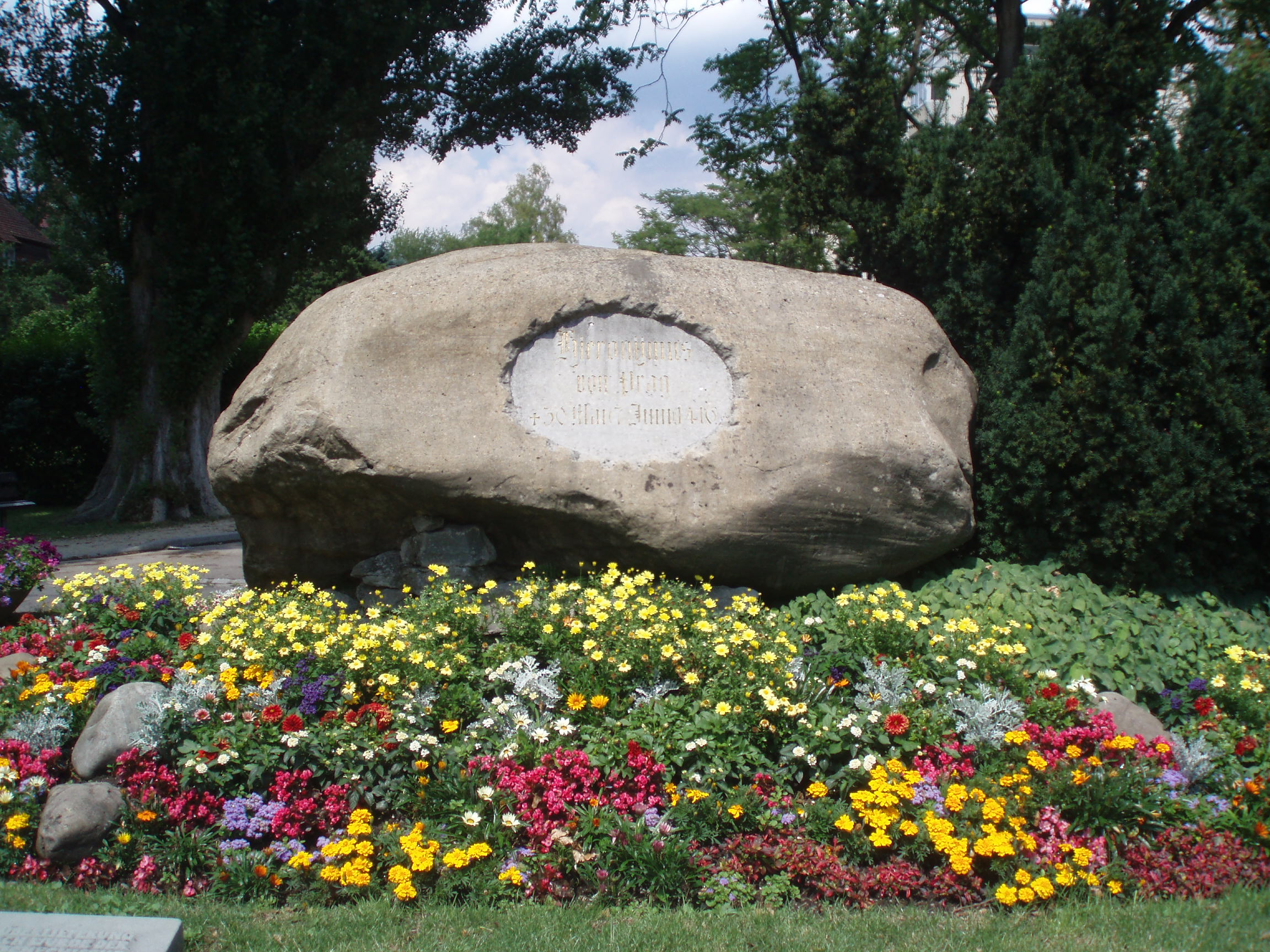
Hussenstein, monument commémoratif élevé à l'endroit du bûcher de Jan Hus.

Il s'y tint de 1414 à 1418 un concile œcuménique (concile de Constance) qui mit fin au grand schisme d'Occident en déposant les papes Jean XXIII et Benoît XIII, en acceptant la démission du pape Grégoire XII puis en nommant le pape Martin V. C'est dans ce même concile que furent jugés et condamnés au bûcher Jean Hus et Jérôme de Prague. Le clergé français y était représenté par Pierre d'Ailly, archevêque de Cambrai, et par Jean de Gerson, chancelier de l'université de Paris. Une stèle appelée Hussenstein est érigée à l'endroit même où était le bûcher. La ville forma la « Tétrapolitaine » avec Strasbourg, Lindau et Memmingen, confession de foi protestante rédigée en 1530 et répondant au désir de paix et de concorde politique et religieuse.
Constance fut mise au ban de l'empire par Charles Quint en 1548 pour avoir refusé d'accepter l'intérim d'Augsbourg, et intégrée aux possessions autrichiennes. Elle fut cédée en 1806 par l'Autriche au grand-duc de Bade.
Durant la Seconde Guerre mondiale, la ville subit peu de dégâts car imbriquée avec Kreuzlingen, sa voisine suisse : comme les habitants de cette dernière n'avaient aucun couvre-feu à respecter, et illuminaient leur ville la nuit, les habitants de Constance prirent l'habitude de copier leurs usages — en ne respectant pas les ordres des autorités du Reich —, ce qui sauva la ville, les bombardiers américains ne voulant pas prendre le risque de bombarder par inadvertance un pays neutre,. Avant l'arrivée des forces françaises, un dernier détachement de la Wehrmacht se rendit aux Suisses, qui les internèrent immédiatement. 
En août 1945, conformément au Traité de Yalta et aux accords de Potsdam, Constance relève de la zone française d’occupation (ZFO). Elle est le chef-lieu de la délégation de district, relevant du Pays de Bade. Le gouvernement militaire est confié à Marcel Degliame-Fouché, compagnon de la Libération, placé sous les ordres du général Koenig.
Le rôle de Degliame dans le district est équivalent à celui d’un préfet de région en France. Il veille au ravitaillement du district, au bon fonctionnement des institutions juridiques, démocratiques et économiques. Comme dans toutes les zones d’occupation, il doit également chasser les anciens nazis. Marcel Degliame est relevé de ses fonctions en 1948. L’armée française continue à tenir garnison dans le district de Constance jusqu’en 1978.

## Politique et administration

### Conseil de ville
La ville de Constance est dotée d'un conseil de ville (Gemeinderat) de quarante membres élus au suffrage universel pour une période de cinq ans.
| Année | CDU | SPD | Verts | FW | FDP | Linke | Divers |
| ----- | --- | --- | ----- | -- | --- | ----- | ------ |
| 1999  | 12  | 8   | 7     | 7  | 3   | 1     | 2      |
| 2004  | 11  | 7   | 10    | 6  | 3   | 1     | 2      |
| 2009  | 9   | 7   | 10    | 6  | 4   | 2     | 1      |
| 2014  | 10  | 7   | 10    | 5  | 3   | 2     | 3      |

### Maire
Le maire de Constance est élu tous les huit ans au suffrage universel.
Liste des maires de Constance depuis 1946
- 1946-1957 : Franz Knapp, CDU.
- 1957-1959 : Alfred Diesbach, SPD.
- 1959-1980 : Bruno Helmle, CDU.
- 1980-1996 : Horst Eickmeyer, FW.
- 1996-2012 : Horst Frank, Verts.
- 2012-actuellement : Ulrich Burchardt, CDU.

## Jumelages
| Ville | Ville                                      | Pays | Pays        | Période               |
| ----- | ------------------------------------------ | ---- | ----------- | --------------------- |
|       | borough londonien de Richmond upon Thames, |      | Royaume-Uni | depuis 1983           |
|       | Fontainebleau,                             |      | France      | depuis le 28 mai 1960 |
|       | Lodi                                       |      | Italie      |                       |
|       | Suzhou                                     |      | Chine       |                       |
|       | Tábor                                      |      | Tchéquie    |                       |

Constance, Fontainebleau et Richmond constituent un cas de jumelage tripartite.

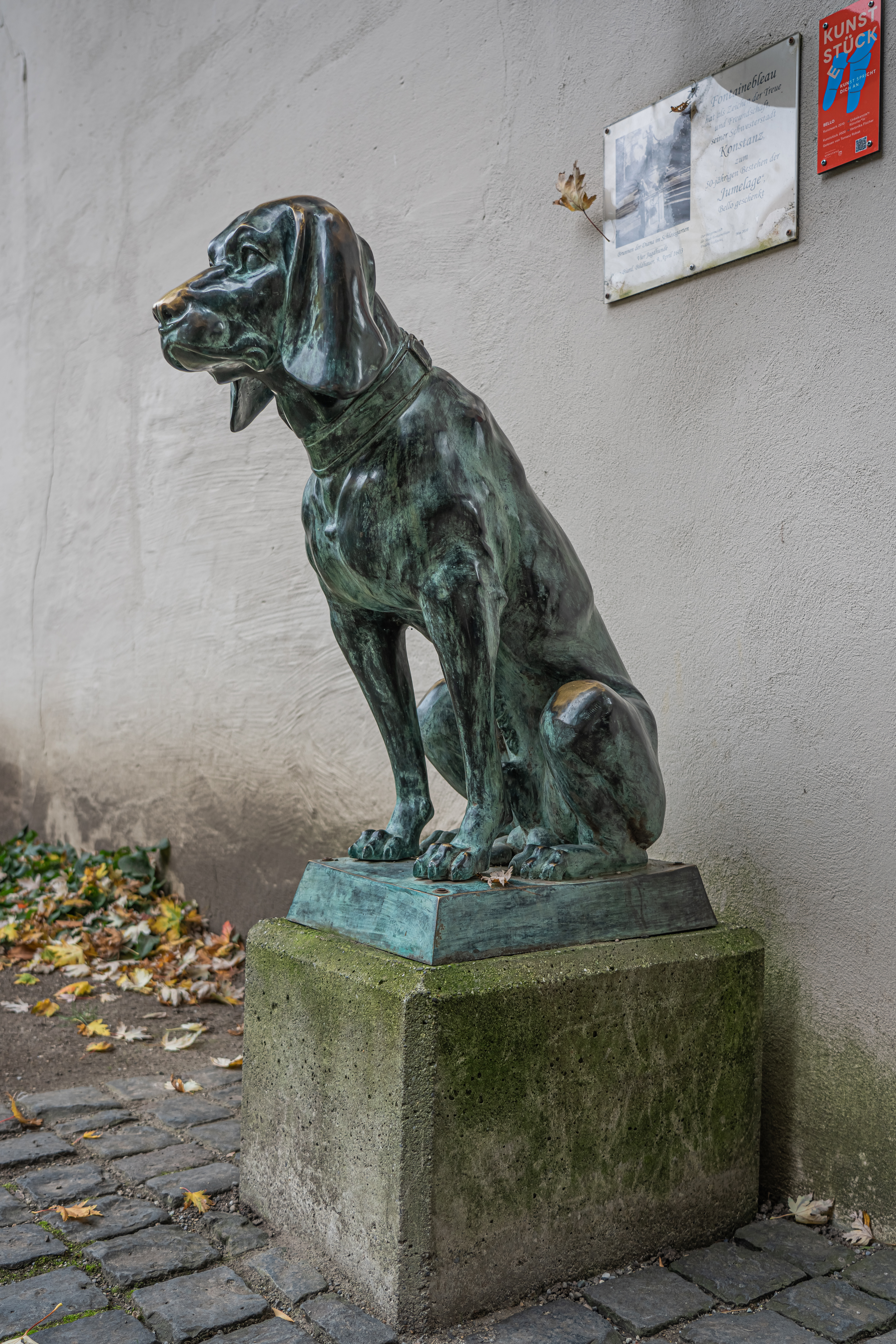
Constance, dans la cour de la mairie : sculpture du chien Bello. Symbole du jumelage entre Konstanz en Allemagne et Fontainebleau en France. Original dans le jardin du château de Fontainebleau. Part de la fontaine de Diane.

## Arts

### Musique
- 1981 : Amnésie sur le Lac de Constance, chanson d'Yves Simon. Chanson extraite de l'album Une Vie comme ça.

### Théâtre
- 2007 : La Chevauchée sur le lac de Constance, de Peter Handke, d'après Gustav Benjamin Schwab (1792-1850), mise en scène Pierre Maillet, théâtre des Lucioles.

### Sculpture

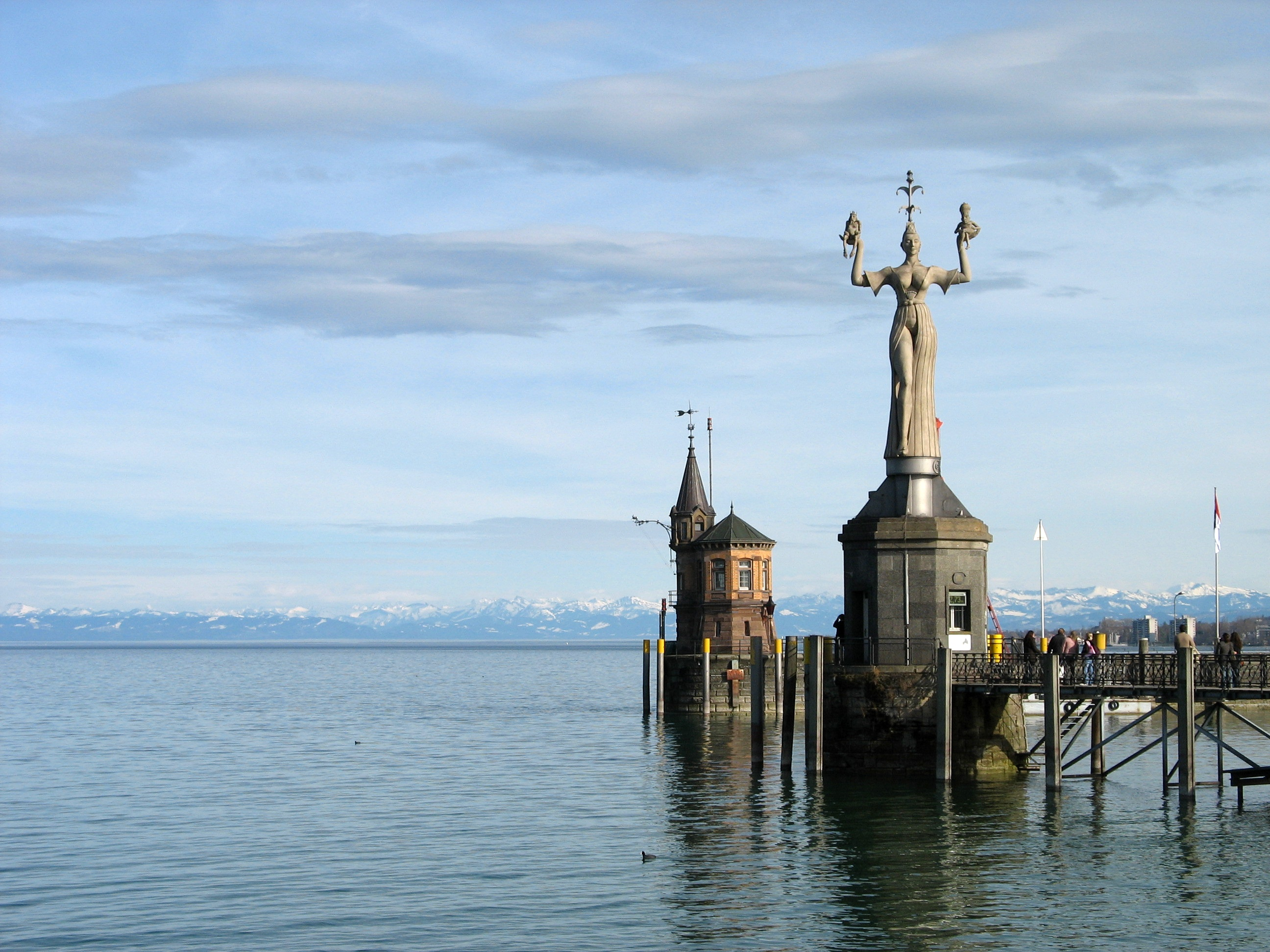
Impéria de Peter Lenk.

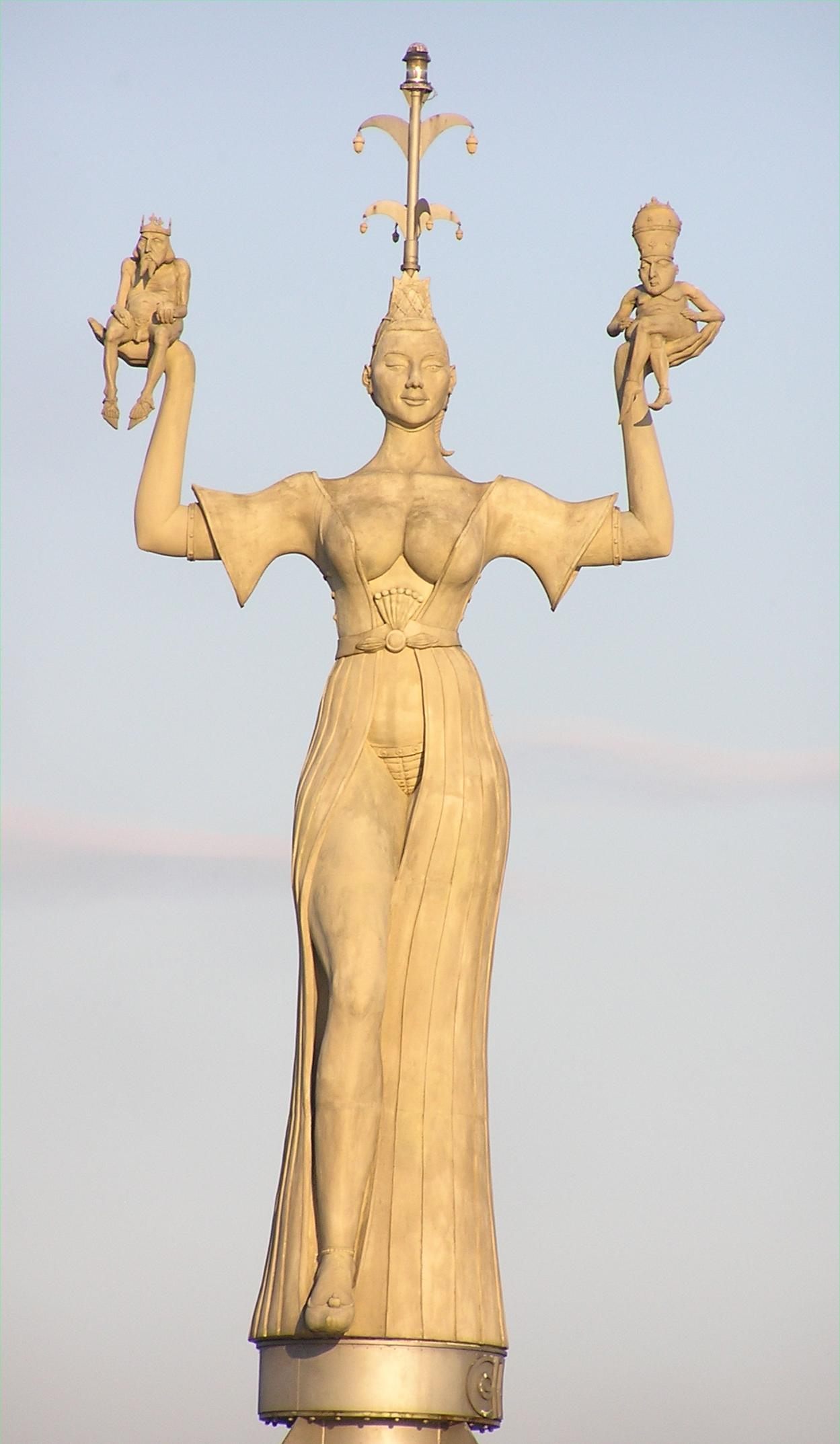
La statue Impéria.

- 1993 : Impéria, la statue à l'entrée du port à Constance réalisée par Peter Lenk commémore le concile de Constance qui y a eu lieu entre 1414 et 1418.

Impéria montre une femme tenant deux petits hommes assis sur ses mains. Les deux hommes représentent le pape Martin V et l'empereur Sigismond. Martin V a été élu pendant le Concile tandis que Sigismond représente la puissance séculaire. Tous les deux sont nus excepté les symboles de leur puissance. La femme représente une courtisane italienne née en 1485 à Ferrare. Impéria a été la maîtresse tant du pape que de l'empereur et passait pour la femme la plus influente de son temps.

### Littérature
- 1832 - 1837 : Honoré de Balzac a créé le personnage La Belle Impéria, héroïne insolente d'un des Contes Drolatiques, qui est lié au concile de Constance.
- 2004 : Iny Lorentz publie La Catin (Die Wanderhure en allemand), traçant la vie d'une jeune bourgeoise de Constance calomniée, l'action se déroulant avant et pendant le concile de Constance.

### Peinture

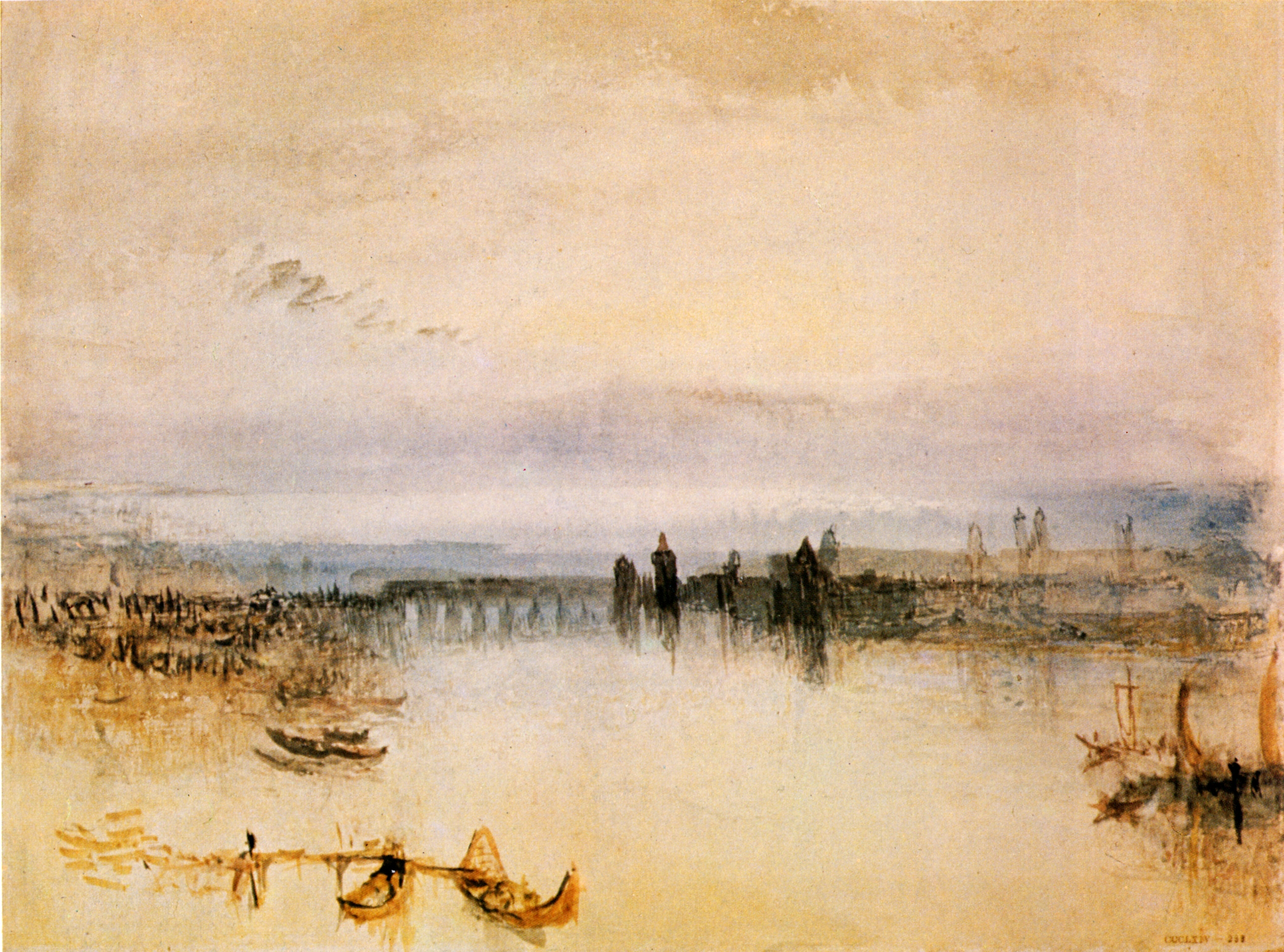
Vue de Constance (Allemagne) de l'année 1842 (vraisemblablement avec les murs d'enceinte) par William Turner.
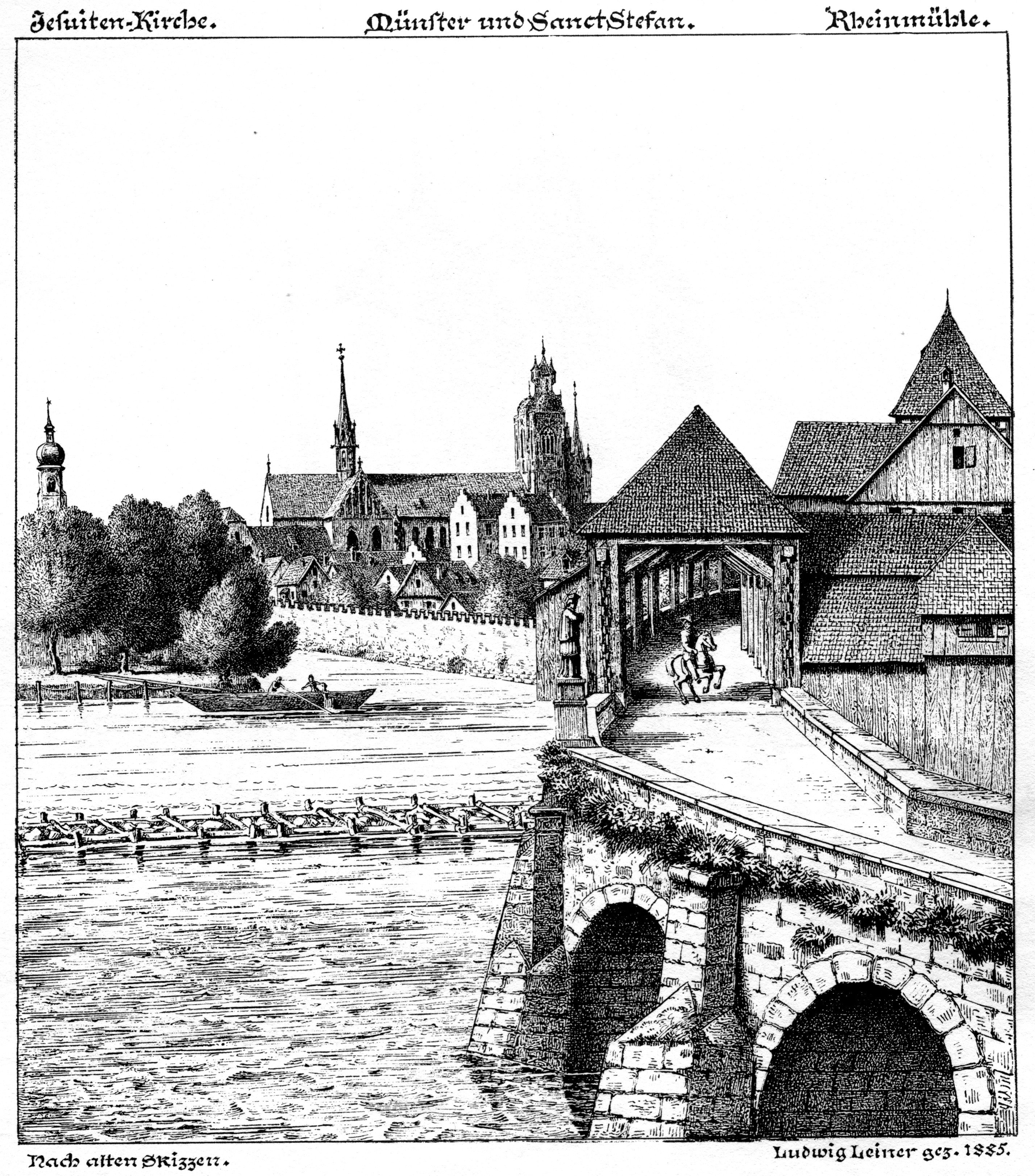
Ludwig Leiner : le vieux pont du Rhin à Constance, dessiné en 1885 selon de plus vieux croquis.

## Route touristique
La route verte (Europe), — en allemand : Grüne Straße —, qui commence dans les Vosges à Contrexéville et traverse comme route transfrontalière le Rhin entre Neuf-Brisach et Vieux-Brisach passe dans son itinéraire sud par Radolfzell et se termine à Constance (Allemagne).

## Musée
Le musée archéologique retrace toute une période depuis le quatrième millénaire av. J.-C. (maisons sur pilotis) jusqu'au récent passé industriel.

## Honneur
L'astéroïde (405207) Konstanz est nommé en son honneur.